# Marián Andrej Pacák

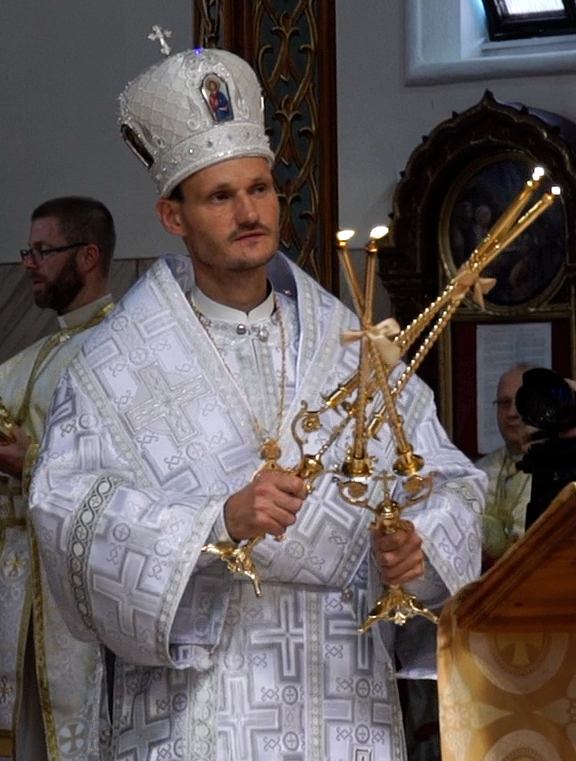
Marián Andrej Pacák, 2018

Wappen von Marián Andrej Pacák

Marián Andrej Pacák CSsR (* 24. April 1973 in Levoča, Tschechoslowakei, heute Slowakei) ist ein slowakischer Ordensgeistlicher und emeritierter slowakisch griechisch-katholischer Bischof der Eparchie Saints Cyril and Methodius of Toronto.

## Leben
Pacák studierte 1991–1998 in Krakau und Rom. Er trat am 16. August 1991 der Ordensgemeinschaft der Redemptoristen bei und empfing am 12. Juli 1998 das Sakrament der Priesterweihe.
Zum Eparchen der unierten Katholiken slowakischer Herkunft in Kanada wurde Pacák am 5. Juli 2018 durch Papst Franziskus ernannt. Der slowakisch griechisch-katholische Erzbischof von Prešov, Ján Babjak SJ, spendete ihm am 2. September desselben Jahres die Bischofsweihe; Mitkonsekratoren waren der slowakisch griechisch-katholische Bischof von Košice, Milan Chautur CSsR, und der slowakisch griechisch-katholische Bischof von Bratislava, Peter Rusnák. Die Amtseinführung erfolgte am 15. September 2018.
Am 20. Oktober 2020 nahm Papst Franziskus seinen Rücktritt vom Amt des Bischofs von Toronto an. Gründe für den Rücktritt wurden zunächst nicht angegeben.